# Kuala (Sibolangit)
Kuala is een bestuurslaag in het regentschap Deli Serdang van de provincie Noord-Sumatra, Indonesië. Kuala telt 183 inwoners (volkstelling 2010).